# Euphyia cervinipennis
Euphyia cervinipennis là một loài bướm đêm trong họ Geometridae.